# Anseong
Anseong (hangul: 안성시, hanja: 安城市) är en stad i den sydkoreanska provinsen Gyeonggi. Staden hade 195 085 invånare i slutet av 2019.
Centralorten (24,06 km²) hade 59 011 invånare och är indelad i tre stadsdelar (dong): Anseong 1-dong, Anseong 2-dong och
Anseong 3-dong. Cirka åtta km väster om centrala Anseong ligger köpingen Gongdo-eup ((31,93 km²) med 59 090 invånare.
Kommunens ytterområden (496,52 km²) med 76 984 invånare består av elva socknar (myeon):
Bogae-myeon,
Daedeok-myeon,
Geumgwang-myeon,
Gosam-myeon,
Iljuk-myeon,
Juksan-myeon,
Miyang-myeon,
Samjuk-myeon,
Seoun-myeon,
Wongok-myeon och
Yangseong-myeon.